# Sangcsiu
Sangcsiu (egyszerűsített kínai írással: 商丘市, pinjin: Shāngqiū Shì) prefektúra szintű város Kínában, Honan tartományban. Lakosainak száma 7 816 831 fő (2020).

## Népesség
| Lakosok száma | 7 753 844 | 7 362 975 | 7 325 300 | 7 816 831 |
|               | 2000      | 2010      | 2018      | 2020      |

## Közlekedés

### Vasút
A várost érinti a Lienjünkang–Lancsou-vasútvonal.

## Testvérvárosok
- Szucsien